# Hic et nunc
Hic et nunc es una locución latina de uso actual que significa literalmente "aquí y ahora".
Se utiliza bien para llamar la atención sobre la necesidad de pensar las cosas desde la realidad y no dejarse llevar por teorizaciones y planteamientos abstractos, bien para conducir un discurso hacia sus aspectos prácticos y concretos, lejos de generalizaciones y abstracciones.
Gramaticalmente, es una coordinación de dos adverbios.
Su primer uso se atribuye a Cicerón, en la Cuarta Catilinaria: Oratio in Catilinam Quartum in Senatu Habita.